# Partecipanti al Tour de France 1952
Qui di seguito viene riportato l'elenco dei partecipanti al Tour de France 1952.

## Corridori per squadra
Nota: R ritirato, NP non partito, FT fuori tempo massimo
| Svizzera | Svizzera             | Svizzera | Paesi Bassi | Paesi Bassi          | Paesi Bassi | Nord-Est / Centro | Nord-Est / Centro   | Nord-Est / Centro |
| -------- | -------------------- | -------- | ----------- | -------------------- | ----------- | ----------------- | ------------------- | ----------------- |
| 1        | Heinrich Spuhler     | 72º      | 45          | Hans Dekkers         | 60º         | 81                | Gilbert Bauvin      | 32º               |
| 2        | Walter Diggelmann    | 50º      | 46          | Henk Faanhof         | 76º         | 82                | Roger Buchonnet     | R 5ª              |
| 3        | Marcel Huber         | R 8ª     | 47          | Jan Nolten           | 15º         | 83                | Jean-Marie Cieleska | R 8ª              |
| 4        | Martin Metzger       | R 11ª    | 48          | Thijs Roks           | 53º         | 84                | Jean de Gribaldy    | 45º               |
| 5        | Carlo Lanfranchi     | 52º      | 49          | Hein van Breenen     | 69º         | 85                | Adolphe Deledda     | 24º               |
| 6        | Gottfried Weilenmann | 12º      | 50          | Wim van Est          | 17º         | 86                | Robert Ducard       | R 8ª              |
| 7        | Roger Aeschlimann    | R 5ª     | 51          | Gerrit Voorting      | 22º         | 87                | Marcel Dussault     | R 8ª              |
| 8        | Walter Reiser        | R 4ª     | 52          | Wout Wagtmans        | 25º         | 88                | Noël Lajoie         | R 11ª             |
| Belgio   | Belgio               | Belgio   | Spagna      | Spagna               | Spagna      | 89                | Georges Meunier     | R 8ª              |
| 9        | Maurice Blomme       | R 6ª     | 53          | Antonio Gelabert     | 10º         | 90                | Pierre Pardoen      | 55º               |
| 10       | Alex Close           | 7º       | 54          | Jose Gil             | 47º         | 91                | Roger Rossinelli    | 61º               |
| 11       | Roger Decock         | 38º      | 55          | Francisco Masip      | 30º         | 92                | Alexandre Sowa      | R 5ª              |
| 12       | Aloïs De Hertog      | 13º      | 56          | José Perez-Llacer    | R 18ª       | Sud-Est           | Sud-Est             | Sud-Est           |
| 13       | Germain Derycke      | R 3ª     | 57          | Bernardo Ruiz        | 3º          | 93                | Jean Bertaina       | 68º               |
| 14       | Maurice Neyt         | 29º      | 58          | José Serra Gil       | 23º         | 94                | Siro Bianchi        | 44º               |
| 15       | Stan Ockers          | 2º       | 59          | Andres Trobat        | 42º         | 95                | Dominique Canavese  | R 8ª              |
| 16       | André Rosseel        | 28º      | 60          | Hortensio Vidaurreta | FT 2ª       | 96                | Albert Chaumarat    | R 4ª              |
| 17       | Robert Vanderstockt  | R 8ª     | Lussemburgo | Lussemburgo          | Lussemburgo | 97                | Édouard Fachleitner | R 4ª              |
| 18       | Edward Van Ende      | 14º      | 61          | Robert Bintz         | NP 14ª      | 98                | Paul Giguet         | 66º               |
| 19       | Henri Van Kerkhove   | R 8ª     | 62          | René Biever          | NP 1ª       | 99                | Michel Llorca       | R 10ª             |
| 20       | Rik Van Steenbergen  | R 6ª     | 63          | Jean Diederich       | FT 11ª      | 100               | Joseph Mirando      | 65º               |
| Italia   | Italia               | Italia   | 64          | Johnny Goedert       | 57º         | 101               | Pierre Molinéris    | R 18ª             |
| 21       | Mario Baroni         | 41º      | 65          | Jean Goldschmit      | 16º         | 102               | Adolphe Pezzuli     | 71º               |
| 22       | Gino Bartali         | 4º       | 66          | Willy Kemp           | FT 11ª      | 103               | René Rotta          | 67º               |
| 23       | Giulio Bresci        | 62º      | 67          | John Beaslay         | FT 2ª       | 104               | Vincent Vitetta     | 20º               |
| 24       | Andrea Carrea        | 9º       | 68          | Edward Smith         | NP 1ª       | Ovest / Sud-Ovest | Ovest / Sud-Ovest   | Ovest / Sud-Ovest |
| 25       | Fausto Coppi         | 1º       | Parigi      | Parigi               | Parigi      | 105               | André Bernard       | 75º               |
| 26       | Giovanni Corrieri    | 46º      | 69          | Louis Caput          | R 4ª        | 106               | René Berton         | R 6ª              |
| 27       | Fiorenzo Crippa      | 58º      | 70          | Jean Carle           | FT 2ª       | 107               | Jean Delahaye       | 73º               |
| 28       | Franco Franchi       | 27º      | 71          | Robert Chapatte      | R 3ª        | 108               | Albert Dolhats      | R 6ª              |
| 29       | Fiorenzo Magni       | 6º       | 72          | Charles Coste        | R 5ª        | 109               | Guy Lapébie         | R 18ª             |
| 30       | Alfredo Martini      | 56º      | 73          | Georges Decaux       | 36º         | 110               | Jean Le Guily       | 26º               |
| 31       | Ettore Milano        | 51º      | 74          | Jacques Dupont       | R 6ª        | 111               | Jean Malléjac       | 33º               |
| 32       | Luciano Pezzi        | 35º      | 75          | Pierre Gaudot        | R 4ª        | 112               | Alain Moineau       | R 8ª              |
| Francia  | Francia              | Francia  | 76          | Jacques Marinelli    | 31º         | 113               | André Dufraisse     | R 3ª              |
| 33       | Robert Bonnaventure  | 64º      | 77          | Armand Papazian      | R 9ª        | 114               | Tino Sabbadini      | 70º               |
| 34       | Jean Dotto           | 8º       | 78          | Jacky Renaud         | 40º         | 115               | Raymond Scardin     | 74º               |
| 35       | Bernard Gauthier     | 63º      | 79          | Gino Sciardis        | R 8ª        | 116               | Jacques Vivier      | 49º               |
| 36       | Raphaël Géminiani    | 11º      | 80          | Eugène Telotte       | 48º         | Africa del Nord   | Africa del Nord     | Africa del Nord   |
| 37       | Nello Lauredi        | 19º      |             |                      |             | 117               | Mostefa Chareuf     | FT 1ª             |
| 38       | Lucien Lazaridès     | 43º      | 118         | Marcel Fernandez     | 54º         |                   |                     |                   |
| 39       | Édouard Muller       | FT 2ª    | 119         | Ahmed Kebaili        | 39º         |                   |                     |                   |
| 40       | Maurice Quentin      | 34º      | 120         | Gérard Guercy        | FT 11ª      |                   |                     |                   |
| 41       | Raoul Rémy           | 37º      | 121         | Henri Paret          | 78º         |                   |                     |                   |
| 42       | Jean Robic           | 5º       | 122         | Vincent Soler        | 77º         |                   |                     |                   |
| 43       | Antonin Rolland      | 21º      | 123         | Abdel-Kader Zaaf     | FT 11ª      |                   |                     |                   |
| 44       | Lucien Teisseire     | 59º      | 124         | Marcel Zelasco       | 18º         |                   |                     |                   |